# ورن بوچنن
ورن بوچنن (به انگلیسی: Vern Buchanan) نمایندهٔ حوزه انتخابیه شانزدهم فلوریدا از حزب جمهوری‌خواه ایالات متحده آمریکا در مجلس نمایندگان ایالات متحده آمریکا است که برای نخستین‌بار در ۶ ژانویه ۲۰۰۷ میلادی به‌عضویت این مجلس درآمد.